# Dan Harding
Daniel Andrew „Dan“ Harding  (* 23. Dezember 1983 in Gloucester) ist ein ehemaliger englischer Fußballspieler.

## Spielerkarriere

### Brighton & Hove Albion
Dan Harding debütierte am 17. August 2002 für Brighton & Hove Albion bei einer 0:2-Heimniederlage gegen Norwich City. 2004 gewann der Verein das Play-off-Finale der drittklassigen Football League Second Division vor 65.167 Zuschauern im Millennium Stadium gegen Bristol City mit 1:0. Im Verlauf der Football League Championship 2004/05 avancierte der linke Verteidiger zum Stammspieler seiner Mannschaft und erreichte mit dem Aufsteiger den Klassenerhalt in der neuen Spielklasse.

### Leeds United und Ipswich Town
Am 7. Juni 2005 unterzeichnete er einen Dreijahresvertrag bei Leeds United. Mit seiner neuen Mannschaft zog Harding, der 20 Ligaspiele absolvierte, ins Play-off-Finale der Football League Championship 2005/06 ein (0:3 gegen den FC Watford), kam in der Finalpartie jedoch nicht zum Einsatz.
Nach nur einer Saison in Leeds verließ er den Verein und wechselte am 4. August 2006 zu Ipswich Town. Die folgenden beiden Spielzeiten verbrachte er mit Ipswich in der zweiten Liga, verlor jedoch im Verlauf der Saison 2007/08 seinen Stammplatz und wechselte daraufhin im Sommer 2008 auf Leihbasis zum Drittligisten Southend United. Am 29. Januar 2009 folgte ein weiterer Wechsel auf Leihbasis zum FC Reading.

### FC Southampton
Nachdem sein Vertrag in Ipswich nicht verlängert worden war, unterschrieb er am 22. Juli 2009 einen Zweijahresvertrag beim FC Southampton. Nach einem knapp verpassten Play-off-Einzug in der ersten Saison gewann Dan Harding mit den Saints die Vizemeisterschaft in der Football League One 2010/11. Gesteigert wurde der Erfolg durch die Wahl Dan Hardings ins PFA Team of the Year der dritten Liga. Zuvor hatte der Verein 2010 die Football League Trophy durch ein 4:1 im Finale gegen Carlisle United gewonnen. Auch in der neuen Spielklasse fand sich der Aufsteiger gut zurecht und erreichte als Vizemeister der Championship 2011/12 hinter dem FC Reading den direkten Durchmarsch in die Premier League. Dan Harding kam jedoch nach der Verpflichtung von Danny Fox vom FC Burnley nicht wie erhofft zum Einsatz und entschied sich daher nach drei Jahren in Southampton zu einem Vereinswechsel.

### Nottingham Forest
Am 28. Juli 2012 unterzeichnete Dan Harding einen Dreijahresvertrag bei Nottingham Forest.